# Красный астериас
Красный астериас (лат. Asterias rubens) — вид морских звезд отряда Forcipulatida. Обитает на мелководьях северной части Атлантического океана (от Каролины на западе до Сенегала на востоке). Наиболее обычная звезда для Северного, Белого и западной части Балтийского морей. Модельный объект гистологических и цитологических исследований.

## Внешний вид
Как правило, у астериаса 5 лучей одинаковой длины. Однако у регенерирующих особей число лучей может быть меньшим (а иногда и большим), а длина их может различаться. Обычно аборальная сторона тела окрашена в ярко-оранжевые или кирпично-красные тона, а оральная сторона — бледно-жёлтая.
1пилорический желудок;
2анальное отверстие;
3ректальные железы;
4каменистый канал;
5мадрепоровая пластинка;
6печеночные выросты;
7пищеварительные железы;
8Cardiac stomach;
9гонады;
10амбулакральные ножки;
11ампулы.

## Питание
По типу питания Asterias rubens — хищник и падальщик. В Балтийском море молодые звёзды питаются мелкими улитками Hydrobia ulvae и молодью мидий, а крупные — двустворчатыми моллюсками Macoma balthica и морскими тараканами Idotea balthica. Для Северного и Белого морей описаны массовые «атаки» Asterias rubens плотных поселений двустворчатых моллюсков семейства Mytilidae (так называемых «мидиевых банок»).
Установлено, что при обилии пищи астериас может быстрее расти (средний темп роста — 0,2—1 см в месяц) и достигать более крупных размеров (в Северном море — до 52 см), а при дефиците пищи может уменьшаться в размерах. Таким образом, определить возраст морской звезды по размерам затруднительно.
Срок жизни морской звезды — 5—10 лет, полового созревания достигают к 1 году.

## Размножение
Женская особь производит от 1 до 2,5 млн некрупных яиц (140 мкм в диаметре). Личинки планктонные, обитают в пелагиали. При оседании на дно проделывают сложный метаморфоз и оканчивают его примерно через три месяца после вылупления.